# Pakistan na Mistrzostwach Świata w Lekkoatletyce 2015
Pakistan na Mistrzostwach Świata w Lekkoatletyce 2015 – reprezentacja Pakistanu podczas Mistrzostw Świata w Pekinie liczyła 1 zawodnika, który nie zdobył medalu.

## Występy reprezentantów Pakistanu
| Konkurencja            | Zawodnik    | Eliminacje | Eliminacje | Półfinał | Półfinał | Finał    | Finał   |
| Konkurencja            | Zawodnik    | Rezultat   | Pozycja    | Rezultat | Pozycja  | Rezultat | Pozycja |
| ---------------------- | ----------- | ---------- | ---------- | -------- | -------- | -------- | ------- |
| Bieg na 200 m mężczyzn | Liaquat Ali | 21,55      | 49.        | NQ       | NQ       | NQ       | NQ      |